# Televisioni locali del Lazio
Eitowers Lazio, Raiway Lazio, Rrtv A, Rrtv B, Rrtv C, Rrtv D e Tivoli sono sette dei multiplex della televisione digitale terrestre presenti nel sistema DVB-T italiano.
Eitowers Lazio appartiene a EI Towers S.p.A. interamente posseduta da 2i Towers S.r.l., a sua volta controllata al 100% da 2i Towers Holding S.r.l., che è partecipata per il 40% da Mediaset e per il 60% da F2i TLC 1 S.r.l..
Raiway Lazio appartiene a Rai Way, società controllata da Rai.
Rrtv A, Rrtv B, Rrtv C e Rrtv D appartengono a Telepontina.
Tivoli appartiene a Tivoli.

## Copertura
Eitowers Lazio è una rete di primo livello disponibile in tutto il Lazio.
Raiway Lazio è una rete di secondo livello disponibile in tutto il Lazio, eccetto le province di Rieti e Viterbo.
Rrtv A e Rrtv C sono due reti di secondo livello disponibili nelle province di Rieti e Roma.
Rrtv B e Rrtv D sono due reti di secondo livello disponibili nelle province di Frosinone e Roma.
Tivoli è una rete di secondo livello disponibile a Tivoli.
È inoltre ricevibile il multiplex di Città del Vaticano:
Ctv è una rete disponibile nella provincia di Roma.

È inoltre ricevibile un multiplex locale toscano:
Eitowers Toscana è una rete di primo livello disponibile nella provincia di Viterbo.

Sono inoltre ricevibili due multiplex locali umbre:
Umbria Tv è una rete di primo livello disponibile nella provincia di Viterbo
Sbt Umbria è una rete di secondo livello disponibile nella provincia di Viterbo.

## Frequenze
Eitowers Lazio trasmette sul canale 27 della banda UHF IV in tutto il Lazio.
Raiway Lazio trasmette sul canale 43 della banda UHF IV in parte della provincia di Roma e sul canale 41 della banda UHF V in tutto il Lazio, eccetto le province di Rieti e Viterbo.
Rrtv A trasmette sul canale 34 della banda UHF IV nelle province di Rieti e Roma.
Rrtv B trasmette sul canale 21 della banda UHF IV nelle province di Frosinone e Roma.
Rrtv C trasmette sul canale 28 della banda UHF IV nella provincia di Rieti e sul canale 39 della banda UHF V nelle province di Rieti e Roma.
Rrtv D trasmette sul canale 39 della banda UHF V nelle province di Frosinone e Roma.
Tivoli trasmette sul canale 43 della banda UHF IV a Tivoli.
Ctv è ricevibile sul canale 35 della banda UHF IV nella provincia di Roma.
Eitowers Toscana è ricevibile sul canale 41 della banda UHF V nella provincia di Viterbo.
Umbria Tv trasmette sul canale 43 della banda UHF V nella provincia di Viterbo.
Sbt Umbria è ricevibile sul canale 21 della banda UHF IV nella provincia di Viterbo.

## Servizi

### Canali televisivi (Eitowers Lazio)
| LCN | Canale            | Note       |
| --- | ----------------- | ---------- |
| 10  | CANALE 10 HD      | FTA (HDTV) |
| 11  | GOLD TV           | FTA (HDTV) |
| 12  | Teleuniverso HD   | FTA (HDTV) |
| 13  | LAZIO TV          | FTA (HDTV) |
| 14  | Radio Roma News   | FTA (HDTV) |
| 15  | Radio Roma TV     | FTA (HDTV) |
| 16  | TeleRoma 56       | FTA (HDTV) |
| 17  | T9                | FTA        |
| 71  | CANALE ITALIA     | FTA        |
| 74  | TELEREGIONE       | FTA (HDTV) |
| 76  | TeleRoma 56 Sport | FTA        |
| 80  | TRL               | FTA (HDTV) |
| 82  | MANA' MANA' SPORT | FTA        |
| 84  | 7 GOLD            | FTA (HDTV) |
| 86  | Tele In           | FTA        |
| 91  | GLOBO TV          | FTA (HDTV) |
| 95  | TELEITALIA 41     | FTA        |

### Canali radiofonici (Eitowers Lazio)
| LCN | Canale     | Note |
| --- | ---------- | ---- |
| 799 | RTR 99 DAB | FTA  |

### Canali televisivi (Raiway Lazio)
| LCN | Canale                                       | Note       |
| --- | -------------------------------------------- | ---------- |
| 18  | Teleambiente                                 | FTA        |
| 19  | CANALE 21 EXTRA                              | FTA (HDTV) |
| 77  | RETE ORO                                     | FTA        |
| 78  | TV YES                                       | FTA        |
| 79  | MADE IN CALABRIA                             | FTA (HDTV) |
| 81  | Canale 81 Lazio                              | FTA        |
| 83  | TELEROMADUE                                  | FTA        |
| 85  | Cittaceleste Tv la Tv dei Tifosi della Lazio | FTA        |
| 87  | RTR 99 TV 680                                | FTA (HDTV) |
| 88  | ANITA                                        | FTA (HDTV) |
| 90  | ERRETIESSE TV                                | FTA        |
| 96  | RADIO RADIO TV                               | FTA        |
| 99  | TRC                                          | FTA        |
| 110 | RETESOLE                                     | FTA (HDTV) |
| 111 | TELE IN INFORMAZIONE                         | FTA        |
| 119 | TV SL48                                      | FTA        |
| 180 | 180TV                                        | FTA        |
| 191 | 4 YOU TV                                     | FTA        |
| 212 | RADIO IMMAGINE TV                            | FTA        |

### Canali televisivi (Rrtv A)
| LCN | Canale             | Note          |
| --- | ------------------ | ------------- |
| 19  | CANALE 21 EXTRA    | FTA (HDTV)    |
| 78  | ERRETIESSE TV.     | FTA           |
| 79  | HIT TV             | FTA (HEVC HD) |
| 81  | Canale81           | FTA           |
| 85  | TV YES             | FTA           |
| 87  | RTR 99 TV          | FTA (HDTV)    |
| 90  | RTUA               | FTA           |
| 96  | RADIO RADIO 2 TV   | FTA           |
| 97  | ROMIT TV           | FTA           |
| 98  | RTUA2              | FTA           |
| 99  | LORY TV            | FTA           |
| 117 | SESTARETE          | FTA           |
| 118 | STUDIOPIU Lazio    | FTA (HDTV)    |
| 119 | TV SL48            | FTA           |
| 175 | RIETI TERNI TV     | FTA (HDTV)    |
| 177 | RTSport 360        | FTA           |
| 180 | Radio Rock TV      | FTA           |
| 184 | Tele Radio Orte    | FTA           |
| 185 | TRO 2              | FTA           |
| 186 | Radio Orte TV      | FTA           |
| 189 | AQUESIO TV         | FTA           |
| 190 | VP VOLTAPAGINA     | FTA           |
| 192 | INFODEM            | FTA           |
| 193 | TELECENTROLAZIO    | FTA           |
| 196 | SOCIAL CHANNEL 2   | FTA           |
| 198 | TELECONTATTO RIETI | FTA           |

### Canali televisivi (Rrtv B)
| LCN | Canale             | Note       |
| --- | ------------------ | ---------- |
| 19  | CANALE19 FROSINONE | FTA (HDTV) |
| 75  | TELEPACE           | FTA (HDTV) |
| 78  | TV YES             | FTA (HDTV) |
| 88  | FROSINONE CHANNEL  | FTA        |
| 89  | ANTICOLANA CHANNEL | FTA        |
| 93  | MEDIA TV           | FTA        |
| 99  | NATURA E VITA TV   | FTA        |
| 112 | TU DAY             | FTA        |
| 115 | SUPERNOVA          | FTA        |
| 116 | TRAVEL TV          | FTA        |
| 118 | STUDIOPIU Lazio    | FTA (HDTV) |
| 119 | TV SL48            | FTA        |
| 183 | TELEGOLFO          | FTA (HDTV) |

### Canali televisivi (Rrtv C)
| LCN | Canale                        | Note          |
| --- | ----------------------------- | ------------- |
| 18  | TELEAMBIENTE                  | FTA           |
| 75  | TELEPACE                      | FTA           |
| 77  | Rete Oro                      | FTA           |
| 83  | TS2000                        | FTA           |
| 88  | RIETI CHANNEL                 | FTA           |
| 89  | TELEPONTINA                   | FTA           |
| 91  | GLOBO TV                      | FTA           |
| 92  | Gari TV                       | FTA (HDTV)    |
| 93  | MEDIA TV                      | FTA           |
| 94  | ITALIA SERA TV                | FTA           |
| 110 | LA ROCKAFORTE TV              | FTA (HEVC HD) |
| 112 | TU DAY                        | FTA           |
| 113 | CANALEZERO                    | FTA           |
| 114 | EUROPATV                      | FTA           |
| 115 | SuperNova                     | FTA           |
| 116 | TRAVEL TV                     | FTA           |
| 176 | NPC TV                        | FTA (HDTV)    |
| 182 | MEDI@RT                       | FTA           |
| 188 | LA VOCE TV                    | FTA           |
| 199 | Pax Tv                        | FTA           |
| 299 | STANDBY TV1                   | FTA (HEVC HD) |
| 333 | RADIO ROMA TV PRIMI DA SEMPRE | FTA (HDTV)    |

### Canali televisivi (Rrtv D)
| LCN | Canale         | Note       |
| --- | -------------- | ---------- |
| 18  | TELEAMBIENTE   | FTA (HDTV) |
| 77  | Rete Oro       | FTA        |
| 81  | Canale81       | FTA        |
| 87  | RTR 99 TV      | FTA (HDTV) |
| 90  | ERRETIESSE.    | FTA (HDTV) |
| 91  | AMICI TV       | FTA (HDTV) |
| 92  | GARITV         | FTA (HDTV) |
| 94  | ITALIA SERA TV | FTA        |
| 96  | RADIO RADIO TV | FTA (HDTV) |
| 112 | TU DAY         | FTA        |
| 114 | EUROPATV       | FTA        |
| 116 | TRAVEL TV      | FTA        |
| 119 | TV SL48        | FTA        |
| 176 | NPC            | FTA (HDTV) |

### Canali televisivi (Tivoli)
| LCN | Canale      | Note |
| --- | ----------- | ---- |
| 89  | TeleRomaDue | FTA  |
| 199 | Pax TV      | FTA  |